# Circondario di Fürstenfeldbruck
Il circondario di Fürstenfeldbruck è uno dei circondari della Baviera. Presenta un altissimo livello di densità abitativa, a causa dell'elevata popolazione e della superficie scarsa.

## Città e comuni
(Abitanti il 31 dicembre 2023)
| Comuni del circondario | Città 1. Fürstenfeldbruck, (grande città circondariale) (38 187) 2. Germering, (grande città circondariale) (41 822) 3. Olching (28 052) 4. Puchheim (21 410) | Comuni 1. Adelshofen (1 844) 2. Alling (4 072) 3. Althegnenberg (2 111) 4. Egenhofen (3 542) 5. Eichenau (11 765) 6. Emmering (7 068) 7. Grafrath (4 052) 8. Gröbenzell (19 731) 9. Hattenhofen (1 606) 10. Jesenwang (1 693) 11. Kottgeisering (1 609) 12. Landsberied (1 621) 13. Maisach (14 256) 14. Mammendorf (5 047) 15. Mittelstetten (1 727) 16. Moorenweis (4 244) 17. Oberschweinbach (1 809) 18. Schöngeising (1 937) 19. Türkenfeld (3 727) |